# 임은영
임은영은 대한민국의 성우이다. 1982년 KBS에 입사했으며, 前 KBS 17기 소속이었다. 1991년 선배 성우였던 백진한테 성폭행을 당했는데 아이러니하게도 가해자와 함께 제명당했다.

## 주요 출연작품

### 애니메이션
- 2020년 우주의 원더키디 (KBS)

### 영화
- 레모 (KBS) - 레이너(케이트 멀그루)
- 미지와의 조우 (KBS) - 마을사람(에이미 더글라스)
- 사관과 신사 (KBS) - 폴라(데브라 윙거)
- 하이디 (KBS) - 클라라(마키엘라 메이)